# آماندا سویستن
آماندا سِویستِن یا آماندا اِسویستِن (زاده ۲۰ دسامبر ۱۹۷۸، نیویورک) مدل و بازیگر زن آمریکایی است که در فیلم‌های مختلف سینمایی و تلویزیون فعالیت دارد.
سِویستِن در شهر نیویورک زاده شد. اولین حضور او بازی در نقش فرالین برندی در فیلم عروسی آمریکایی در سال ۲۰۰۳ بود. پس از آن او در فیلم‌هایی مانند: آخرین فرار (۲۰۰۴)، دختر همسایه (۲۰۰۴) و سوختن فریزر (۲۰۰۵) ظاهر شد.
آماندا تا به حال در مجموعه‌های تلویزیونی مانند: من با اون هستم، دو مرد و نصفی، Quintuplets و جوی حضور مهمان داشته‌است. او همچنین در یک موزیک ویدئو برای ویلیام هانگ هنرمند مو چتری "دوست دختر جدید" ظاهر شد.

## فیلم‌شناسی
- ۲۰۰۳: پای آمریکایی: عروسی آمریکایی
- ۲۰۰۴: The Last Run
- ۲۰۰۴: I'm with Her
- ۲۰۰۴: دختر همسایه
- ۲۰۰۴: دو مرد و نصفی
- ۲۰۰۴: Quintuplets
- ۲۰۰۴: Joey
- ۲۰۰۴: Las Vegas
- ۲۰۰۵: Freezerburn
- ۲۰۰۶: Cracking Up